# Gyöngyöshalfélék

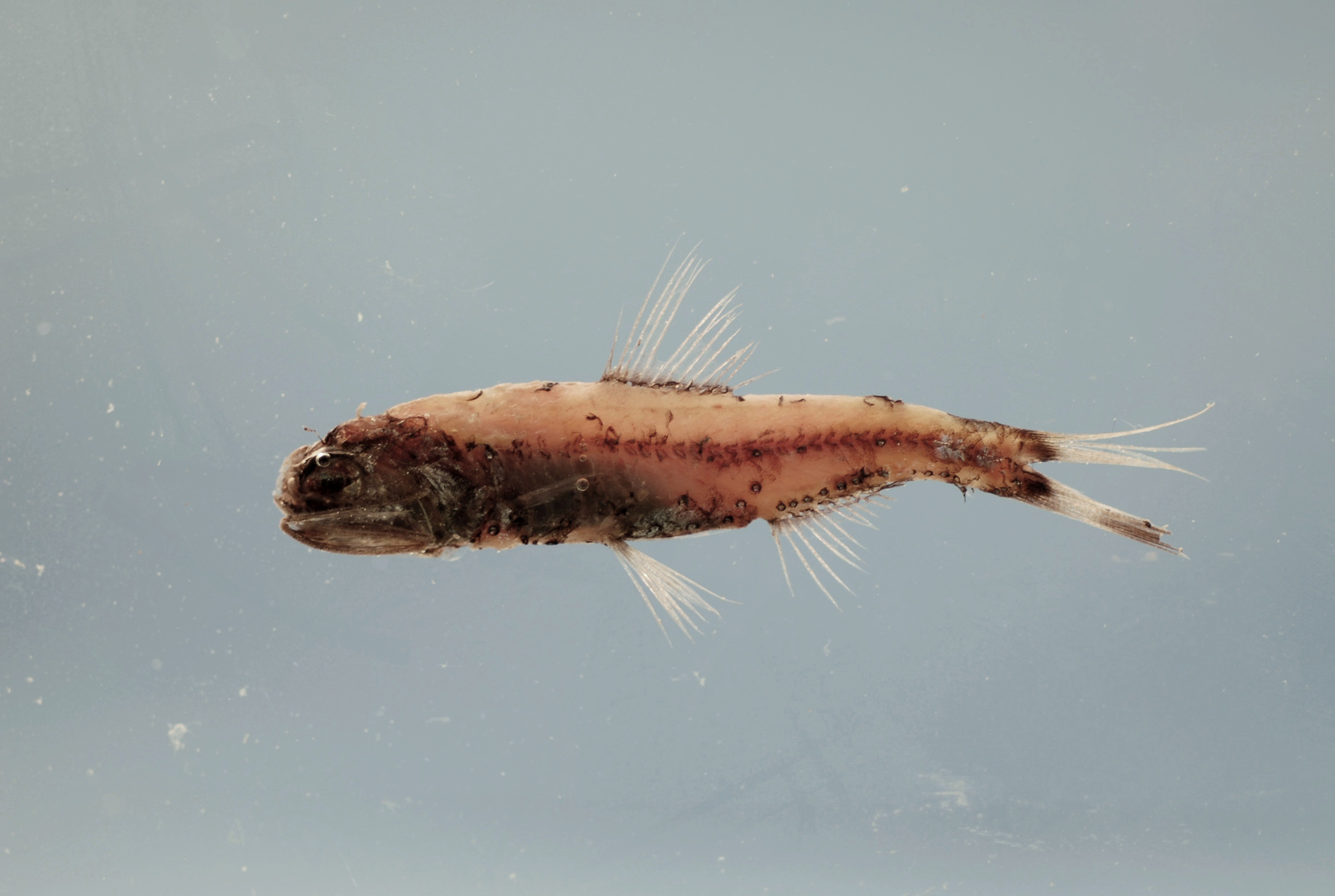
Diaphus adenomus

A gyöngyöshalfélék (Myctophidae) a csontos halak (Osteichthyes) főosztályának sugarasúszójú halak (Actinopterygii) osztályába, ezen belül a Myctophiformes rendjébe tartozó család.
A gyöngyöshalfélék családjába 33 élő nem és 248 élő faj tartozik.

## Rendszerezésük
A családba az alábbi 33 halnem tartozik:
- Benthosema Goode & T. H. Bean, 1896 - 5 faj
- Bolinichthys Paxton, 1972 - 7 faj
- Centrobranchus Fowler, 1904 - 4 faj
- Ceratoscopelus Günther, 1864 - 3 faj
- Diaphus C. H. Eigenmann & R. S. Eigenmann, 1890 - 77 faj
- Diogenichthys Bolin, 1939 - 3 faj
- Electrona Goode & T. H. Bean, 1896 - 5 faj
- Gonichthys Gistel, 1850 - 4 faj
- Gymnoscopelus Günther, 1873 - 8 faj
- Hintonia Fraser-Brunner, 1949 - 1 faj
  - Hintonia candens Fraser-Brunner, 1949
- Hygophum Bolin, 1939 - 9 faj
- Idiolychnus B. G. Nafpaktitis & Paxton, 1978 - 1 faj
  - Idiolychnus urolampus (Gilbert & Cramer, 1897)
- Krefftichthys Hulley, 1981 - 1 faj
  - Krefftichthys anderssoni (Lönnberg, 1905)
- Lampadena Goode & T. H. Bean, 1893 - 10 faj
- Lampanyctodes Fraser-Brunner, 1949 - 1 faj
  - Lampanyctodes hectoris (Günther, 1876)
- Lampanyctus Bonaparte, 1840 - 22 faj
- Lampichthys Fraser-Brunner, 1949 - 1 faj
  - Lampichthys procerus (Brauer, 1904)
- Lepidophanes Fraser-Brunner, 1949 - 2 faj
- Lobianchia Gatti, 1904 - 2 faj
- Loweina Fowler, 1925 - 3 faj
- Metelectrona Wisner, 1963 - 3 faj
- Myctophum Rafinesque, 1810 - 16 faj - típusnem
- Nannobrachium Günther, 1887 - 17 faj
- Notolychnus Fraser-Brunner, 1949 - 1 faj
  - Notolychnus valdiviae (Brauer, 1904)
- Notoscopelus Günther, 1864 - 6 faj
- Parvilux C. L. Hubbs & Wisner, 1964 - 2 faj
- Protomyctophum Fraser-Brunner, 1949 - 15 faj
- Scopelopsis A. B. Brauer, 1906 - 1 faj
  - Scopelopsis multipunctatus Brauer, 1906
- Stenobrachius C. H. Eigenmann & R. S. Eigenmann, 1890 - 2 faj
- Symbolophorus Bolin & Wisner, 1959 - 8 faj
- Taaningichthys Bolin, 1959 - 3 faj
- Tarletonbeania C. H. Eigenmann & R. S. Eigenmann, 1890 - 2 faj
- Triphoturus Fraser-Brunner, 1949 - 3 faj